# Golden Magic
Golden Magic (nacido el 18 de julio de 1990) es un luchador profesional mexicano enmascarado, quien trabaja actualmente para el Lucha Libre AAA Worldwide (AAA) y Total Nonstop Action Wrestling (TNA) bajo el nombre de Octagón Jr. El verdadero nombre de Golden Magic no es una cuestión de registro público, como suele ser el caso de los luchadores enmascarados en México, donde sus vidas privadas se mantienen en secreto de los fanáticos de la lucha libre.
Es muy conocido principalmente por su trabajo para el Consejo Mundial de Lucha Libre (CMLL), International Wrestling Revolution Group (IWRG), Lucha Libre Elite y en el circuito independiente.
Magic ha sido dos veces Campeón Intercontinental de Peso Wélter de IWRG, una vez Campeón Junior de Juniors de IWRG y una vez Campeón Mundial de Tercias de AAA.

## Carrera

### Primeros años (2010-2011)
Hizo su debut en algún momento antes de 2010, adoptando el nombre de Brazo Metálico, con el diseño de máscara "doble brazo flexible" de Los Brazos y fue presentado como un hijo de Brazo de Plata, uno de varios Braozs de segunda generación que no fueron en realidad un miembro de la familia de lucha libre Alvarado. Como Brazo Metálico, rápidamente comenzó a trabajar para varias promociones de lucha libre mexicanas más pequeñas, como International Wrestling Revolution Group (IWRG) y Alianca Universal de Lucha Libre (AULL). En IWRG se asoció con Brazo de Platino, quien según la historia era su tío, ya que compitieron en la Copa Higher Power de 2012; Comando Negro y Keshin Black eliminaron al equipo en la primera ronda.
A principios de 2011 renunció al personaje de Brazo y reveló que en realidad era hijo del Mr. Magia, un luchador de nivel medio que estuvo principalmente activo a fines de la década de 1990, y no el hijo de Brazo de Plata. Comenzó a trabajar como el personaje enmascarado de Magia Jr. en el circuito independiente durante unos meses.

### International Wrestling Revolution Group (2011-2016)
En la primavera de 2011 decidió hacer otro cambio de personaje, convirtiéndose en "Golden Magic", un técnico o personaje de la cara en IWRG. Su primera aparición importante para IWRG, se produjo el 4 de marzo de 2011 en el evento anual Guerrea del Golfo de IWRG, Golden Magic, Eterno y Freelance perdieron ante el equipo de Carta Brava Jr., El Pollo Asesino y El Fresero Jr. Un mes después luchó En el programa anual Guerra Revolucionaria de IWRG, en equipo con sus compañeros novatos Black Sky y Dinamic Black, ya que perdieron ante el equipo de Oficial Fierro, Hammer y Magnifico, dos caídas a una.
Su primer éxito real como Golden Magic se produjo cuando ganó el 15º Torneo FILL al derrotar a luchadores como Alan Extreme, Centvrión, Dinamic Black y Eterno. Golden Magic siguió esto al ganar también el 17º Torneo FILL que superó a otros 15 luchadores, incluidos Kortiz y Taurus. El 8 de septiembre de 2011, Golden Magic fue uno de los ocho participantes en un torneo por el vacante Campeonato Intercontinental de Peso Wélter de IWRG. Derrotó a Trauma II en la primera ronda, Apolo Estrada Jr. en la segunda ronda y finalmente derrotó a Bestia 666 para convertirse en el Campeón Intercontinental de Peso Wélter de IWRG por primera vez su carrera.

### Lucha Libre Elite (2015-2018)
A finales de 2015, Golden Magic comenzó a hacer apariciones regulares para Lucha Libre Elite (LLE), una empresa que trabajó en estrecha colaboración con el Consejo Mundial de Lucha Libre, la promoción de lucha libre más antigua del mundo y que a menudo trabajaría con luchadores. El 29 de marzo, Golden Magic hizo su debut CMLL participando en su Torneo Gran Alternativa, haciendo equipo con el veterano luchador Rush. El equipo derrotó a Warrior Steel y al Mr. Niebla en la primera ronda, pero perdió ante Esfinge y Volador Jr. cuando Rush se quitó la máscara de Esfinge y descalificó al equipo.

### Lucha Libre AAA Worldwide (2018-presente)
El 3 de junio de 2018, Magic hizo su debut en Lucha Libre AAA Worldwide en Verano de Escándalo en un Fatal 6-Way Match que ganó Aero Star y quienes incluyeron Drago, Sammy Guevara, Australian Suicide y Darby Allin. El 21 de julio en AAA vs. Elite haciendo equipo con Laredo Kid como representante de Liga Elite, fueron derrotados ante el Equipo AAA (Rey Escorpión y El Texano Jr.) en una lucha no titular. En Triplemanía XXVI, Magic y Kid fueron derrotados contra Mexablood (Bandido & Flamita) donde también se involucraron con el Equipo AAA (Aero Star y Drago) y Team Impact (Andrew Everett & DJ Z) para convertirse en los contendientes# 1 por el Campeonato Mundial en Parejas de AAA.
El 16 de marzo de 2019, Magic luchó en Rey de Reyes en una lucha que ganó Aero Star. Con el tiempo, Magic a veces se unió con El Hijo del Vikingo y Myzteziz Jr. en diferentes eventos, hasta que a fines de julio, La Parka fue nombrada como el nuevo miembro de Los Jinetes del Aire que reemplaza a Laredo Kid. El 3 de agosto en Triplemanía XXVII, Magic acompañó a Vikingo y Myzteziz como Los Jinetes del Aire quienes lograron derrotar a El Nuevo Poder del Norte (Carta Brava Jr., Tito Santana y Mocho Cota Jr.) y Las Fresas Salvajes (Pimpinela Escarlata, Mamba y Máximo) para ganar el Campeonato Mundial de Tríos de AAA por primera vez en su carrera. A principios de septiembre, Magic comenzó a trabajar como el personaje enmascarado de Octagón Jr. durante todos los eventos de AAA tras la ausencia de Vikingo y Laredo Kid.

### Impact Wrestling / Total Nonstop Action Wrestling (2019; 2025)
El 30 de agosto de 2019, Magic hizo su debut en la empresa canadiense Impact Wrestling como parte de la alianza de la empresa con AAA en el episodio de Impact!, derrotando a un Taurus, TJP y Trey Miguel. El 6 de septiembre en el episodio de Impact!, Magic fue derrotado por TJP.
El 14 de marzo de 2025, bajo el nombre de Octagón Jr., regresó a TNA en Sacrifice y comenzó a formar equipo con Laredo como los Aztec Warriors.

## Campeonatos y logros
- International Wrestling Revolution Group
  - Campeonato Intercontinental de Peso Wélter de IWRG (2 veces)
  - Campeonato Junior de Juniors de IWRG (1 vez)
  - Copa High Power (2014) - con Alan Extreme, Avisman, Imposible, Relámpago and Veneno

- Lucha Libre AAA Worldwide
  - Campeonato Latinoamericano de AAA (1 vez)
  - Campeonato Mundial de Tríos de AAA (1 vez) - con El Hijo del Vikingo & Myzteziz Jr.

- Pro Wrestling Illustrated
  - Situado en el Nº304 en los PWI 500 de 2020[13]